# أركو

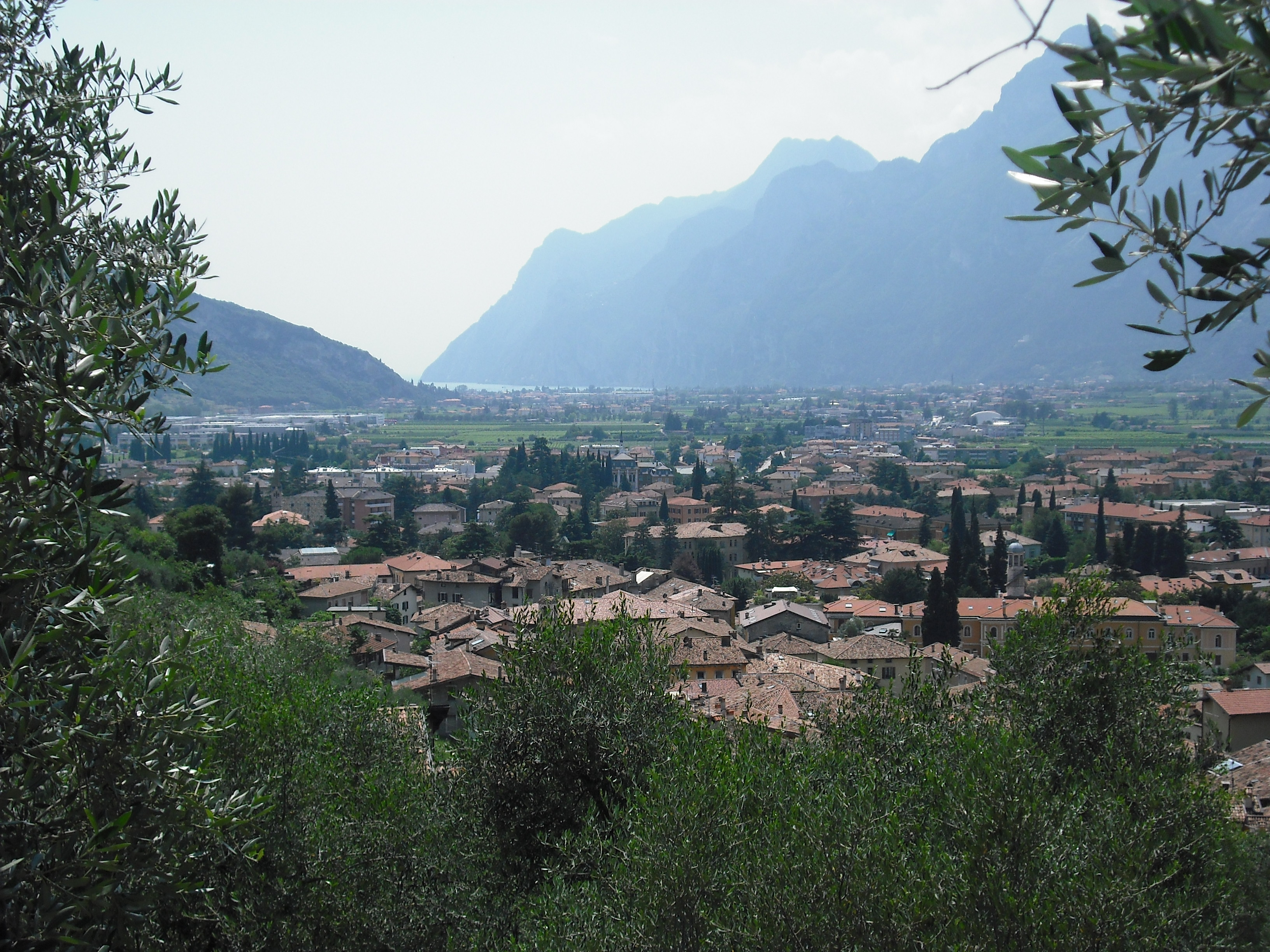
أركو

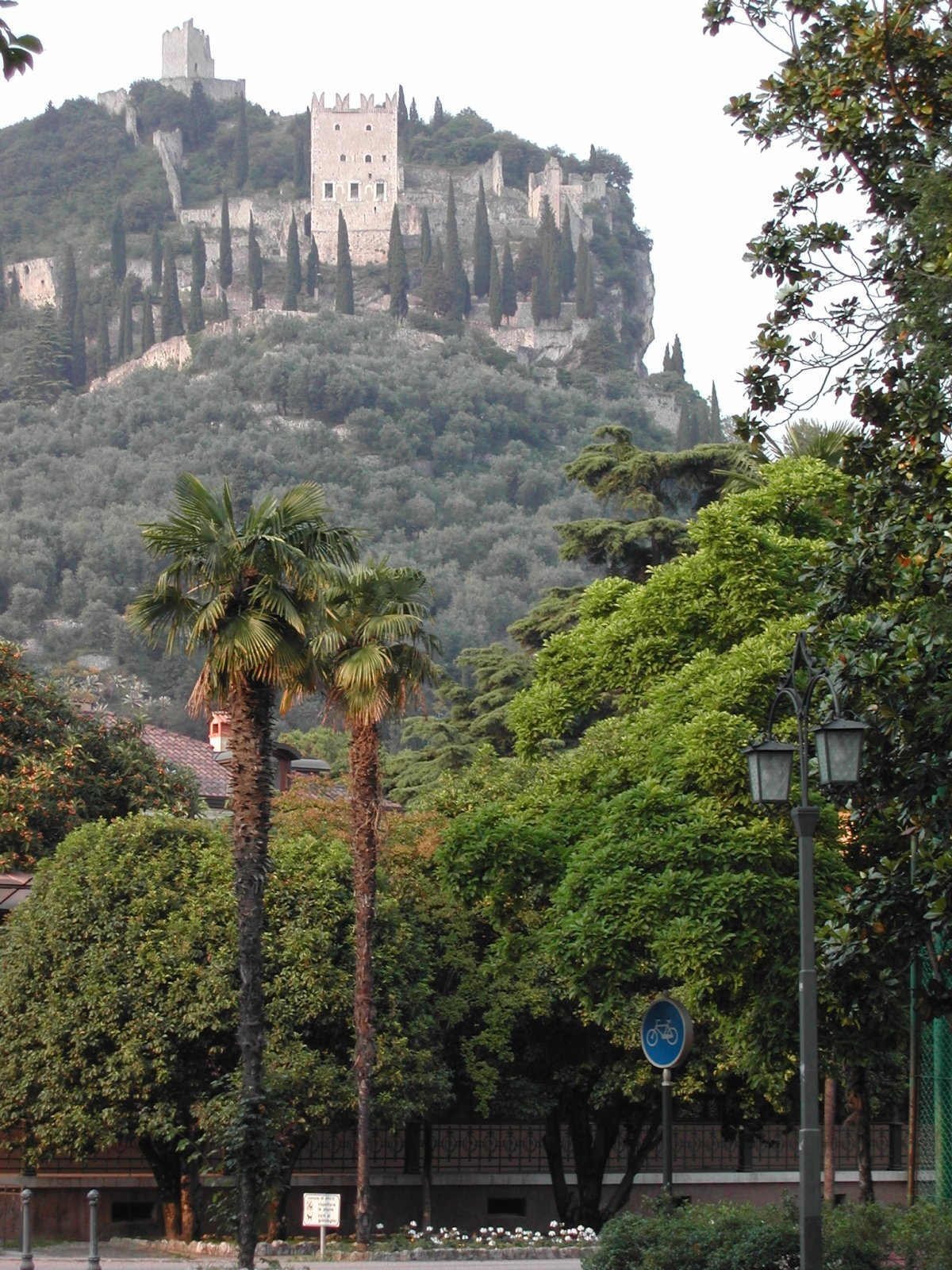
قلعة أركو

أركو بلدية في مقاطعة ترينتو شمال إيطاليا. يحيط بالمدينة من جانب واحد منحدر جيري بارز كجدار يحميها كما توجد القلعة القديمة على قمة التلة.

## المناخ
يظهر الجدول التالي التغييرات المناخية على مدار السنة لأركو:
| البيانات المناخية لـأركو          | البيانات المناخية لـأركو | البيانات المناخية لـأركو | البيانات المناخية لـأركو | البيانات المناخية لـأركو | البيانات المناخية لـأركو | البيانات المناخية لـأركو | البيانات المناخية لـأركو | البيانات المناخية لـأركو | البيانات المناخية لـأركو | البيانات المناخية لـأركو | البيانات المناخية لـأركو | البيانات المناخية لـأركو | البيانات المناخية لـأركو |
| الشهر                             | يناير                    | فبراير                   | مارس                     | أبريل                    | مايو                     | يونيو                    | يوليو                    | أغسطس                    | سبتمبر                   | أكتوبر                   | نوفمبر                   | ديسمبر                   | المعدل السنوي            |
| --------------------------------- | ------------------------ | ------------------------ | ------------------------ | ------------------------ | ------------------------ | ------------------------ | ------------------------ | ------------------------ | ------------------------ | ------------------------ | ------------------------ | ------------------------ | ------------------------ |
| متوسط درجة الحرارة الكبرى °م (°ف) | 7 (45)                   | 10 (50)                  | 16 (61)                  | 19 (66)                  | 24 (75)                  | 27 (81)                  | 29 (84)                  | 29 (84)                  | 24 (75)                  | 18 (64)                  | 11 (52)                  | 7 (45)                   | 18 (65)                  |
| متوسط درجة الحرارة الصغرى °م (°ف) | −4 (25)                  | −1 (30)                  | 4 (39)                   | 6 (43)                   | 11 (52)                  | 15 (59)                  | 17 (63)                  | 16 (61)                  | 12 (54)                  | 8 (46)                   | 2 (36)                   | −3 (27)                  | 7 (45)                   |
| المصدر: worldweatheronline.com    |                          |                          |                          |                          |                          |                          |                          |                          |                          |                          |                          |                          |                          |

## السكان
في سنة 1871 بلغ عدد السكان  نسمة، وتطور العدد ليصل في سنة 2011 لـ 16٬871 نسمة.
يظهر هذا المخطط البياني تطور النمو السكاني لـ أركو

## توأمة
لأركو اتفاقيات توأمة مع كل من:
- شوتن
- بوغن
- روتشيلا يونيكا
- Maybole [الإنجليزية]‏

## أعلام
- الأرشيدوق ألبرخت دوق تيشن
- فرانشيسكو الثاني ملك الصقليتين
- جيوفاني سيغانتيني